# Ташизъм
Ташизъм (Tachisme от френската дума tache – „петно“) е течение в живописта, разновидност на абстракционизма, зародила се във Франция около 1950 година. Често се смята за европейския отговор на американския абстрактен експресионизъм. Сродни на ташизма са живописта на действието (action painting) и информалното изкуство (ар информел, art informel), което е на мода в Западна Европа между 1958 и 1962 година.
За разлика от абстракционизма, който набляга на формата на изображението, при ташизма и сродните му течения акцентът се поставя върху случайността. Платното се превръща в „арена“ на непосредствено извършващото се върху му живописно изкуство, материалите и често необичайните инструменти и пособия на рисуване придобиват самостоятелно значение. Ташизмът се характеризира със спонтанни движения на четката, следи от капки и петна боя направо от тубата и понякога драскулки, напомнящи за калиграфия. Не се следва никакъв предварителен замисъл, нито изготвен ескиз.
Основни представители са художниците Жан Дюбюфе, Пиер Сулаж, Никола дьо Стал, Ханс Хартунг, Серж Поляков, Жорж Матийо, и други. Близки до ташизма са художниците от холандската група КОБРА и японската група Гутаи.
След Втората световна война терминът „Парижка школа“ се отнася за ташизма, който е европейския еквивалент на американския абстрактен експресионизъм.
Според Чилверс, думата „ташизъм“ в изкуството за първи път е използвана около 1951 г. (приписвана едновременно на френските критици Шарл Естиен и Пиер Гююген) и е широко разпространена от френския художник и критик Мишел Тапие в книгата му Un Art autre (1952).
Ташизмът е реакция на кубизма и се характеризира със спонтанна работа с четката, пръски и капки направо от съда с боя и щрихи, напомнящи за калиграфия.
Ташизмът е тясно свързан с информализма (Art Informel), който в своя френски критически контекст от 1950 г. е „липса и отсъствие на каквато и да е форма“ без шаблон и в свободна форма. Art Informel представлява по-скоро липсата на предварително обмислена структура, концепция и подход (sans cérémonie), отколкото обикновена случайност, бавно или спокойно създаване на живописно изкуство.

## Художници
- Пиер Алечински (р. 1927 г.) – група „Кобра“[3]
- Карел Апел (1921 – 2006) – група „КОБРА“
- Франк Аврай Уилсън (1914 – 2009)
- Жан Рене Базен (1904 – 2001)
- Роже Бисиер (1888 – 1964)
- Феручио Бортолузи (1920 – 2007)
- Норман Блум (1921 – 1999) – американец, свързан с това движение.
- Брам Богарт (1921 – 2012) – група „КОБРА“
- Александър Боген (1916 – 2010)
- Денис Боуен (1921 – 2006)
- Камил Брайън (1902 – 1977)
- Алберто Бур (1915 – 1995)
- Бофорд Дилейни (1901 – 1979) – американец, свързан с това движение.
- Жан Дюбюфе (1901 – 1985)
- Агеноре Фабри (1911 – 1998)
- Жан Фотрие (1898 – 1964)
- Лучо Фонтана (1899 – 1968)
- Самюел Франсис (1923 – 1994) – американец, свързан с това движение.
- Илейн Хамилтън О'Нийл (1920 – 2010) – американски сътрудник на Тапие, повлияна от това движение.
- Ханс Хартунг (1904 – 1989)
- Жак Херолд (1910 – 1987)
- Лоран Хименес-Балагер (1928 – 2015)
- Пол Дженкинс (1923 – 2012) – американец, свързан с това движение.
- Асгер Йорн (1914 – 1973) – група „КОБРА“
- Карел Куклик (1937 – 2019) – чешки фотограф, представител на информализма във фотографията.
- Рене Лауби (1922 – 2006)
- Андре Ланской (1902 – 1976)
- Франсоа Ланзи (1916 – 1988)
- Жорж Матийо (1921 – 2012)
- Жан Месаджър (1920 – 1999)
- Анри Мишо (1899 – 1984)
- Жан Миоте (р. 1926 г.)
- Лудвиг Меруърт (1913 – 1979)
- Ернст Вилхелм Най (1902 – 1968) – германски художник, повлиян от ташизма.
- Ген Пол (1895 – 1975)
- Серж Полякоф (1906 – 1969)
- Мари Реймънд (1908 – 1989)
- Жан-Пол Риопел (1923 – 2002)
- Мария Елена Виера да Силва (1908 – 1992)
- Емилио Скававино (1922 – 1986)
- Жерар Ернест Шнайдер (1896 – 1986)
- Емил Шумахер (1912 – 1999)
- Пиер Сулаж (1919 – 2022)
- Никола дьо Стал (1914 – 1955)
- Пиер Тал-Коат (1905 – 1985)
- Мишел Тапи (1909 – 1987)
- Антони Тапиес (1923 – 2012)
- Брам ван Велде (1895 – 1981)
- Луи Ван Линт (1909 – 1986)
- Франсоа Уили Уенд (1909 – 1970)
- Уолс (Алфред Ото Волфганг Шулце) (1913 – 1951)
- Зао Уу Ки (1921 – 2013)